# SpongeBob Pantaloni Pătrați
SpongeBob Pantaloni Pătrați, cunoscut și ca Buretele Bob Pantaloni Pătrați sau simplu SpongeBob (în engleză SpongeBob SquarePants), este un serial de animație creat de educatorul în știință marină și animatorul Stephen Hillenburg pentru Nickelodeon. Serialul urmărește aventurile personajului eponim și prietenilor lui acvatici în orașul marin fictiv Bikini Bottom. Al cincilea cel mai lung serial american de animație, popularitatea sa mare l-a făcut intr-o franciză media. Este cel mai urmărit serial pe Nickelodeon și cea mai profitabilă proprietate pentru Paramount Consumer Products, generând peste 13 miliarde de $ în venituri de marfă în 2019.
Multe dintre ideile serialului au originat în The Intertidal Zone, o bandă desenată educativă nepublicată creată de Hillenburg în 1989 cu scopul de a educa studenții despre viața acvatică. El a început să dezvolte serialul în 1996, iar în 1997 un episod pilot de 7 minute a fost prezentat la Nickelodeon. Executivii canalului au vrut ca SpongeBob să fie un copil, dar Hillenburg a preferat ca el să fie un personaj adult. El era gata să abandoneze serialul, dar în cele din urmă a compromis creând personajul Doamna Puff și școala ei de navigat ca SpongeBob să frecventeze o școală ca un adult.
Nickelodeon a difuzat o avanpremieră pentru serial în Statele Unite pe 31 mai 1999, după difuzarea ediției din 1999 a Kids' Choice Awards. Premiera oficială a avut loc pe 17 iulie 1999. A devenit enorm de popular din al doilea sezon, și apoi a fost primit cu laude în toată lumea. Al treisprezecelea sezon a început în octombrie 2020, iar pe 24 martie 2022 serialul a fost reînnoit pentru un al paisprezecelea sezon. Serialul a inspirat trei filme, Burețelul Bob și Coroana Regelui Neptun (2004), SpongeBob: Aventuri pe uscat (2015) și SpongeBob: Misiune de salvare (2020). Două seriale spin-off, Tabăra Coral: Cu SpongeBob mini-marini și Un show cu Patrick Stea, au debutat în 2021. Din februarie 2022, patru filme sunt plănuite: trei filme spin-off de personaje pentru Paramount+ și un nou film cinematografic cu SpongeBob.
SpongeBob Pantaloni Pătrați a fost premiat cu o mulțime de premii, incluzând șase Premii Annie, opt Premii Golden Reel, patru Premii Emmy, 19 Premii Kids' Choice Awards și două Premii BAFTA pentru Copii. Un muzical pe Broadway bazat pe serial a început în 2017 cu laude din partea criticilor.
În România, serialul a fost difuzat pe canalele de televiziune PRO TV, Boom Smarty și Kanal D, iar în prezent serialul se difuzează pe canalele de televiziune Nickelodeon, Nicktoons și Comedy Central.

## Istorie
Nickelodeon a ținut o previzualizare pentru seria din Statele Unite pe 1 mai 1999, în urma emisiunii televizate a Premiilor Kids 'Choice 1999. Seria a avut premiera în mod oficial pe 17 iulie 1999. A primit recunoaștere critică la nivel mondial încă de la premieră și a câștigat o popularitate enormă până în al doilea sezon. Un film de lung metraj, Filmul SpongeBob SquarePants, a fost lansat în teatre pe 19 noiembrie 2004, iar un sequel a fost lansat pe 6 februarie 2015. În anul 2017 serialul a început să difuzeze sezonul al unsprezecelea și a fost reînnoită pentru un sezon al doisprezecelea.
Serialul a câștigat o varietate de premii, printre care șase premii Annie, opt premii Golden Reel, patru premii Emmy, 15 premii pentru copii și două premii BAFTA pentru copii. În ciuda popularității pe scară largă, seria a fost implicată în mai multe controverse publice, printre care una care se axa pe speculații asupra orientării sexuale a SpongeBob. În anul 2011, o specie nouă de ciuperci descrisă, Spongiforma squarepantsii, a fost numită după personajul titlului de desene animate. Un muzical de pe Broadway, bazat pe serialul deschisă în anul 2017, la aprecierea critică.

## Personaje
- SpongeBob Pantaloni Pătrați (en. SpongeBob SquarePants) - Este un burete care trăiește pe Fundul Mării într-o casă făcută dintr-un ananas și muncește la Krusty Krab.
- Patrick Stea (en. Patrick Star) - Este amicul prostovan al lui SpongeBob, cu care își petrece majoritatea timpului. El locuiește sub o rocă și e vecin cu SpongeBob.
- Calamar Tentacule (en. Squidward Tentacles) - Este o caracatiță morocănoasă. El este vecinul lui SpongeBob Pantaloni Pătrați și Patrick și care este mereu enervat de ei doi. El lucrează la Krusty Krab, deși nu-i place slujba sa.
- Eugene Krabs (en. Eugene H. Krabs) - Este un crab zgârcit care deține Krusty Krab și e șeful lui SpongeBob și al lui Calamar. A inventat formula celui mai apreciat burger din mare.
- Perla Krabs (en. Pearl Krabs) - Este fiica lui Krabs care este o balenă.
- Sheldon Plankton (en. Sheldon J. Plankton) - Este rivalul lui Krabs care deține restaurantul Găleata cu Scoici (Chum Bucket) și încearcă să fure formula secretă de Turtițe Krabby.
- Karen Plankton - Este soția computer a lui Plankton.
- Sandy Veveriță (en. Sandy Cheeks) - Este o veveriță, prietenă cu SpongeBob și Patrick, care și-a construit o capsulă plină cu aer, ca să trăiască în ocean.
- Doamna Puff (en. Mrs. Puff) - Este profesoara de la școala de navigat. Ea este morocănoasă și nu-i place să-l vadă pe SpongeBob.
- Gary - Este animăluțul de companie al lui SpongeBob. El este un melc.
- Omul Sirenă și Băiatul Scoică (en. Mermaid Man and Barnacle Boy) - sunt doi super-eroi pensionari care au avut propriul lor serial TV cu super-eroi și răufăcători, ei luptând în realitate împotriva răului.
- Homarul Larry (en. Larry the Lobster) - Este un homar și cel mai musculos și mai puternic din ocean.